# Il piccolo principe (serie animata 2010)
Il piccolo principe (Le Petit Prince) è una serie animata francese in 78 episodi di 22 minuti, prodotta da Method Animation e Sony Pictures Home Entertainment, è un adattamento ma anche una continuazione de  Il piccolo principe di Antoine de Saint-Exupéry. In Francia i primi due episodi sono stati trasmessi in anteprima mondiale il 24 dicembre 2010, mentre la serie ha debuttato su France 3 nella primavera del 2011. L'episodio Il pianeta del serpente è stato presentato in anteprima mondiale al Festival di Roma 2012.
In Italia la serie è stata trasmessa su Rai 2 dal 10 dicembre 2011 ogni sabato e domenica, dopo un'anteprima dei primi due episodi su Rai 3 il 6 gennaio e poi viene replicata su Rai Yoyo nel 2013.
Dal 13 gennaio 2018, su Rai Yoyo, vanno in onda gli episodi della terza stagione in prima visione italiana.

## Trama
Il piccolo principe, la volpe e la rosa ora vivono insieme sull'asteroide B612, ma un giorno il serpente cerca di sedurre il fiore, che lo respinge. Per vendicarsi, il rettile comincia a visitare un pianeta dopo l'altro seminando il caos nella galassia. Accompagnato dalla fedele volpe, il piccolo principe si lancia in una corsa sfrenata di pianeta in pianeta per cercare di salvare l'universo e i suoi abitanti.

## Personaggi
Piccolo principe
Un ragazzo coraggioso e sensibile, riesce a vedere le cose con il cuore e a comunicare con la natura.
Doppiato da: Gabriel Bismuth Bienaimé (ed. francese), Manuel Meli (ed. italiana).
Volpe
Una volpe che accompagna il piccolo principe nelle sue avventure: è il suo amico più fedele e non lo abbandona mai, neanche nei momenti più pericolosi. Un po' scontroso, ama mangiare.
Doppiato da: Franck Capillery (ed. francese), Franco Mannella (ed. italiana).
Rosa
Bella e fragile, è un po' capricciosa e vuole molte attenzioni, soprattutto da parte del piccolo principe.
Doppiata da: Marie Gillain (ed. francese), Laura Lenghi (ed. italiana).
Serpente
Un astuto tentatore, sfrutta i brutti pensieri degli adulti per devastare ovunque va. Ciò che lo fa arrabbiare di più è l'innocenza del piccolo principe. Rappresenta, nella vita reale, i momenti di debolezza delle persone, nei quali si cede alle tentazioni del male per un fine a sé stessi.
Doppiato da: Guillaume Gallienne (ed. francese), Pino Insegno (ed. italiana).
Idee Nere
Sono i soldati del serpente e mantengono il disordine da lui creato. Da sole sono stupide, ma quando si uniscono formano un mostro gigantesco.
Idea Blu
Un'idea gentile e generosa, il contrario delle idee nere. Compare quando un personaggio la desidera e la chiama con un pensiero positivo.

## Colonna sonora
La sigla originale è cantata da Yannick Noah, mentre quella italiana, Di pianeta in pianeta, è interpretata da Simone Cristicchi.